# Kušići
Kušići (en serbe cyrillique : Кушићи) est un village de Serbie situé dans la municipalité d’Ivanjica, district de Moravica. Au recensement de 2011, il comptait 504 habitants.
Kušići est situé à 26 km d'Ivanjica sur les pentes du mont Javor.

## Démographie
| 1948 | 1953 | 1961 | 1971 | 1981 | 1991 | 2002 | 2011 |
| ---- | ---- | ---- | ---- | ---- | ---- | ---- | ---- |
| 745  | 798  | 849  | 687  | 577  | 617  | 555  | 504  |

|  |